# Bomberman World
Bomberman World — игра из серии Bomberman, выпущенная для PlayStation. Это была первая игра Bomberman, которая выпущена для PlayStation. Можно играть впятером через Playstation Multitap.

## Сюжет
Однажды были четыре злых Бомбера, названные Бомберами Тёмной Силы, которые пытались принести тьму на Планету Бомбер.
Древние предки Бомбермэнов победили Бомберов Тёмной Силы и заключили в Синий Кристалл. Однако спустя миллионы лет инопланетянин по имени Багуляр, появляющийся из другого пункта в пространственно-временном континууме, разрушил Синий Кристалл, таким образом освобождая злодеев. Освобождённые бомбардировщики стали подчинёнными Багуляра и захватили четыре мира.
Теперь Бомбермэн должен спасти мир от зла.

## Отзывы
| Сводный рейтинг | Сводный рейтинг |
| Агрегатор       | Оценка          |
| --------------- | --------------- |
| GameRankings    | 63,40 %         |

Bomberman World получил смешанные отзывы критиков на сайте Gamerankings.